# یانابیندا
یانابیندا (به لاتین: Ianabinda) یک منطقهٔ مسکونی در ماداگاسکار است که در بتروکا واقع شده‌است. یانابیندا ۷٬۰۰۰ نفر جمعیت دارد و ۷۷۶ متر بالاتر از سطح دریا واقع شده‌است.